# Argyrophis muelleri
Espèce
Synonymes
- Typhlops muelleri Schlegel, 1839
- Asiatyphlops muelleri (Schlegel, 1839)
- Typhlops nigro-albus Duméril & Bibron, 1844
- Argyrophis bicolor Gray, 1845
- Typhlops schneideri Jan in Jan & Sordelli, 1863
- Typhlops kapaladua Annandale, 1905
- Typhlops labialis Waite, 1918

Statut de conservation UICN

 LC  : Préoccupation mineure
Argyrophis muelleri est une espèce de serpents de la famille des Typhlopidae. 

## Répartition
Cette espèce se rencontre en Birmanie, en Thaïlande, au Cambodge, au Viêt Nam, en Malaisie péninsulaire, à Singapour et en Indonésie sur les îles de Nias, de Weh, de Sumatra, de Bangka et de Bornéo.

## Étymologie
Cette espèce est nommée en l'honneur de Salomon Müller.

## Publication originale
- Schlegel, 1839 : Abbildungen neuer oder unvollständig bekannter Amphibien, nach der Natur oder dem Leben entworfen und mit einem erläuternden Texte begleitet. Arne and Co., Düsseldorf, p. 1-141 (texte intégral).